# سفر زمان (فیلم)
سفر زمان فیلمی ایرانی به کارگردانی امیرشهاب رضویان است که اولین بار در ۱۳۹۱ در تلویزیون به نمایش درآمد.

## داستان
امیر پسر بچه‌ای است که از اینکه پدرش مجبور است برای آقای فراست کار کند ناراحت است. پدر امیر در کار انیمیشن سازی است و یک عروسک ساز حرفه‌ای است ولی آقای فراست با پدرش بداخلاق است و احترام او را نگه نمی‌دارد. پدربزرگ امیر در کار خیمه شب بازی است و در کارش استاد است او یک چراغ جادو به امیر هدیه می‌دهد که غولی از آن بیرون می‌آید و امیر را برای دیدن آینده‌اش به زمان آینده می‌برد. امیر پس از دیدن آینده تصمیم می‌گیرد به کمک غولک به پسرش کمک کند و اوضاع را رو به راه می‌کند که ...

## بازیگران
- رضا بهبودی
- سیاوش چراغی‌پور
- امیرعلی طیرانی
- پارمیدا مقدم
- محمدرضا شیرخانلو
- خسرو احمدی
- محمدمهدی احدی
- دیانا قیم
- سپیده جمالی
- مریم ایزدجو